# برنسيس إريكا
برنسيس إريكا (بالفرنسية: Princess Erika)‏ هي مغنية وممثلة فرنسية، ولدت في 5 أبريل 1964 بباريس في فرنسا.

## وصلات خارجية
- برنسيس إريكا على موقع IMDb (الإنجليزية)
- برنسيس إريكا على موقع ألو سيني (الفرنسية)
- برنسيس إريكا على موقع ميوزك برينز (الإنجليزية)
- برنسيس إريكا على موقع أول موفي (الإنجليزية)
- برنسيس إريكا على موقع ديسكوغز (الإنجليزية)
- برنسيس إريكا على موقع قاعدة بيانات الفيلم (الإنجليزية)
- برنسيس إريكا على موقع كينوبويسك (الروسية)